# Zedi Ramadani
Zedi Ramadani (Pula, 22. travnja 1985.) je hrvatski nogometaš koji trenutno igra za Croatiju Sesvete.
Za Croatiju Sesvete je potpisao 2008., nakon što je za HNK Rijeku, u koju je prešao 2007. iz Istre 1961 nastupio samo tri puta.